# Big Baby Tape
叶戈尔·奥列戈维奇·拉基京（羅馬化：Egor Olegovich Rakitin；2000年1月5日—），艺名Big Baby Tape，俄罗斯说唱歌手和词曲作者，俄罗斯华纳音乐唱片公司的签约歌手。Benzo Gang樂團的非官方領隊，又以DJ Tape （“Ди́джей Тейп”）和Tape LaFlare （“Тейп Лафлэ́р”）的名義进行表演。